# Décès en 1319
Décès
- 1315
- 1316
- 1317
- 1318
- 1319
- 1320
- 1321
- 1322
- 1323

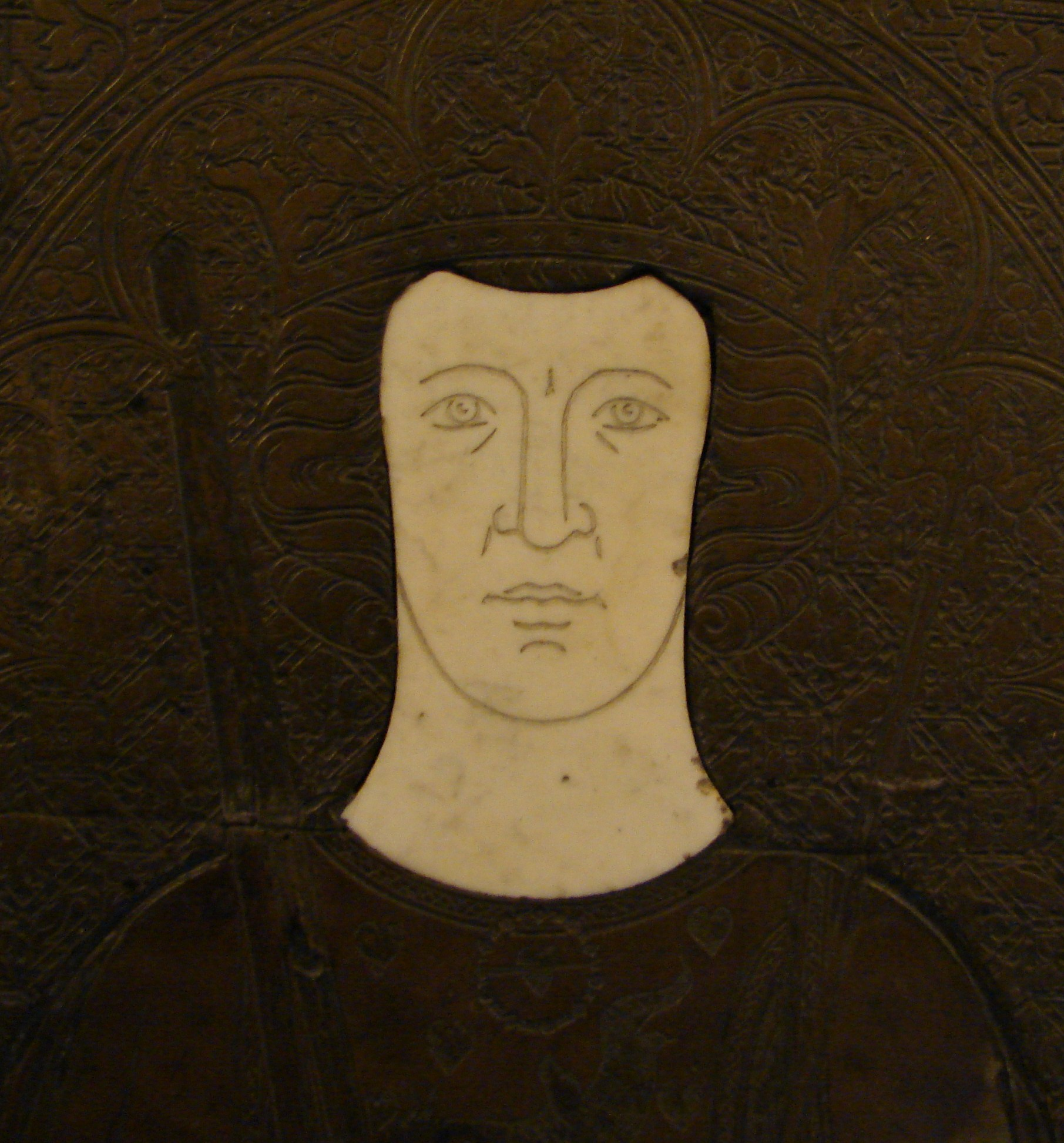
Éric VI de Danemark, mort en 1319.

Cette page dresse une liste de personnalités mortes au cours de l'année 1319 :
- 1er janvier : Guillaume Beaufils, évêque de Nevers.
- 4 mars : Jean II, ou Jean II de la Tour du Pin, dauphin du Viennois.
- 12 mars : Justine Bezzoli, vierge, moniale bénédictine, vénérée dans l'église catholique comme bienheureuse.
- 28 mars : Mathilde de Bavière, ou Mathilde de Wittelsbach, princesse de Bavière.
- 9 avril : Guglielmo Longhi, cardinal italien.
- 8 mai : Håkon V, roi de Norvège.
- 19 mai : Louis de France, comte d'Évreux, d'Étampes et de Beaumont-le-Roger.
- 14 août : Valdemar de Brandebourg, prince de la maison d'Ascanie fut corégent de la marche de Brandebourg.
- 12 septembre : Jean du Puy, archevêque d'Embrun.
- 23 septembre : Henri de Wierzbno, évêque de Breslau et évêque de Wroclaw.
- 1er novembre : Uguccione della Faggiola, condottiere italien.
- 13 novembre : Éric VI de Danemark, roi du Danemark.

- Duccio di Buoninsegna, peintre toscan (né v. 1225-mort v. 1319), fondateur de l’école siennoise.
- Bernard VI d'Armagnac, comte d'Armagnac et de Fezensac.
- Guan Daosheng, peintre, poétesse et calligraphe chinoise de la dynastie Yuan.
- Rodolphe Ier du Palatinat, duc de Haute Bavière et électeur palatin.

date incertaine (vers 1319)
- Alain de Lamballe, évêque de Saint-Brieuc.
- Marguerite de Béarn, ou Marguerite de Montcade, vicomtesse de Béarn.

## Crédit d'auteurs
- Cet article est partiellement ou en totalité issu de l'article intitulé « 1319 » (voir la liste des auteurs).